# Endokrinologie
Die Endokrinologie (von altgriechisch ἔνδον endon, ‚innen‘, κρίνειν krinein, ‚abscheiden, absondern‘, und -logie) ist die „Lehre von der Morphologie und Funktion der Drüsen mit innerer Sekretion (endokrinen Drüsen) und der Hormone“. Die Lehre von der inneren Sekretion wurde bereits von Georg Ernst Stahl gefördert. Als Vorläufer der experimentellen Begründung der Lehre von der inneren Sekretion gelten die 1849 publizierten Versuche von Arnold Adolf Berthold an kastrierten Hähnen mit Wiedereinpflanzung der Keimdrüse. Der Begriff „innere Sekretion“ wurde 1855 von Claude Bernard geprägt. Der Begriff „Endokrinologie“ wurde 1909 von Nicola Pende (1880–1970) erstmals benutzt.
Endokrin heißen Hormondrüsen, die ihr Produkt nach innen, direkt ins Blut abgeben und im Gegensatz zu exokrinen Drüsen (z. B. Speichel-, Talgdrüsen) keinen Ausführungsgang haben. Bedeutende Fortschritte auf dem Gebiet der inneren Sekretion machten um 1880 bis 1890 unter anderem Theodor Kocher, Moritz Schiff und Anton von Eiselsberg, insbesondere durch die Untersuchung der Ausfallserscheinungen nach Entfernung der Schilddrüse oder anderer Blutdrüsen. Um 1894 begannen die Versuche von Eugen Steinach zur Funktion und inneren Sekretion der Keimdrüsen.
Die medizinische Endokrinologie ist ein Teilgebiet der Inneren Medizin.

## Endokrinopathien
Die Endokrinologie beschäftigt sich unter anderem mit folgenden Krankheiten, sogenannten Endokrinopathien:
- Adrenogenitales Syndrom (komplexe Störung ausgehend von der Nebenniere)
- Akromegalie (übermäßig große (End-)Gliedmaßen und Riesenwuchs)
- Conn-Syndrom (Überproduktion an Aldosteron)
- Cushing-Syndrom (Überproduktion an Cortisol)
- Diabetes insipidus (Wasserruhr)
- Hyperinsulinismus (Hyperinsulinämie)
- Kleinwuchs (auf Grund von Wachstumshormonmangel)
- Morbus Addison (Mangel an Nebennierenrindenhormonen)
- Nebenschilddrüsenerkrankungen
- Panhypopituitarismus (Mangel an Hypophysenvorderlappen-Hormone)
- Schilddrüsenerkrankungen
- Sexualhormon-Störungen
  - Effemination (Verweiblichung),
  - Hirsutismus (männlicher Behaarungstyp bei Frauen),
  - Hyperandrogenämie (Überschuss männlicher Hormone),
  - Virilismus (Vermännlichung)
  - Intergeschlechtlichkeit
- Tumoren
  - Insulinom
  - Karzinoid
  - Nebennierenrindenkarzinom
  - Nebennierenhyperplasie
  - Phäochromozytom
  - Schilddrüsenkarzinom
- Zuckerstoffwechselstörungen

## Facharztbezeichnung Endokrinologe und Diabetologe
Nach der Muster-Weiterbildungsordnung 2018 kann in Deutschland als Endokrinologe und Diabetologe tätig werden, wer über die  Anerkennung als Facharzt für Innere Medizin und Endokrinologie und Diabetologie verfügt.

## Kinder- und Jugend-Endokrinologie und -Diabetologie
Kinder- und Jugendärzte können in Deutschland die Zusatz-Weiterbildung Kinder- und Jugend-Endokrinologie und -Diabetologie absolvieren und eine entsprechende Zusatzbezeichnung führen. Nach der Muster-Weiterbildungsordnung 2018 umfasst die Zusatz-Weiterbildung Kinder- und Jugend-Endokrinologie und -Diabetologie in Ergänzung zur Facharztkompetenz die Prävention, Erkennung, Behandlung und Rehabilitation von Erkrankungen der inneren Sekretion einschließlich ihrer Komplikationen des Säuglings, Kleinkindes, Kindes, Jugendlichen und Heranwachsenden in seinem sozialen Umfeld von der pränatalen Periode einschließlich der Transition in eine Weiterbetreuung.